# Ring of GUNDAM

《Ring of Gundam》是SUNRISE制作的全CG动画。GUNDAM系列动画作品之一。

## 概要
GUNDAM系列诞生30周年纪念，由富野由悠季总执导，SUNRISE和ロボット共同制作的5分36秒短編动画作品。2009年8月21日起在東京ビッグサイト举行的「GUNDAM BIG EXPO」中公开放映。

故事的整体并没有被完整透露，主人公エイジィ所驾驶的类似RX-78-2 GUNDAM的GUNDAM型机动战士和在宇宙空間中浮遊着的巨大圆环登場。
应当指出的是，本作的标题也是“∀GUNDAM”动画的未使用标题。

## 故事
时间在一年战争之后的未来。舞台在新世紀的地球圏。

## 登場人物
- エイジィ：川岡大次郎
- ビューティ：小清水亚美
- ユリア：平田裕香
- グレン：コング桑田

## 制作人员
- 製作：内田健二
- 企画：宮河恭夫
- 原作：矢立肇、富野由悠季
- 脚本：富野由悠季
- 音乐：菅野洋子
- プロデューサー：佐佐木新、倉澤幹隆、河口佳高
- 原生GUNDAM设定：大河原邦男
- 机械设定：安田朗、西村絹、剛田チーズ、早野海兵、藤田潔、山根公利
- 美術設定：池田繁美
- 分镜：斧谷稔
- CGスーパーバイザー：西井育生
- 音響監督：鶴岡陽太
- 标题设计：中谷ゆり
- 封底：中村嘉宏
- 協力：GUNDAM30周年Project
- 特别鸣谢：本广克行
- 制作：SUNRISE、ロボット
- 企画・製作：SUNRISE
- 総監督：富野由悠季